# Подолля (Ленінградська область)
Подо́лля (рос. Подолье) — село в Кіровському районі Ленінградської області, Росія.